# Edmond Hamilton
Edmond Moore Hamilton (Youngstown, Ohio, 21 de octubre de 1904-Lancaster, California, 1 de febrero de 1977) fue un escritor estadounidense de ciencia ficción que se hizo famoso a mediados del siglo veinte. Fue un escritor polifacético que abarcó diferentes géneros literarios, como el horror, el realismo y la fantasía. Varios estudiosos de la historia de la ciencia ficción le otorgan la mención de ser el creador del subgénero llamado space opera, título que comparte con el escritor E. E. Smith.

## Vida y obra

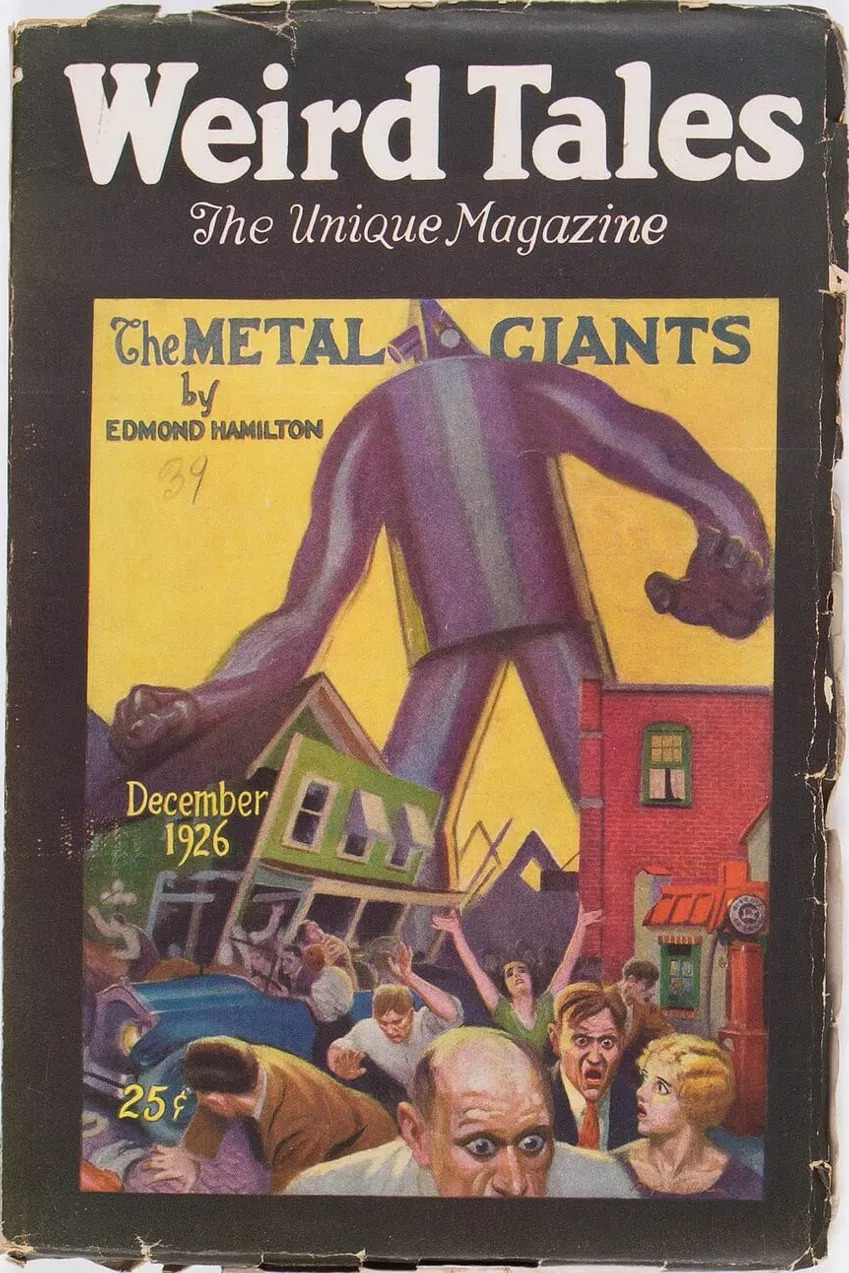
Portada de Weird Tales Diciembre 1926

La carrera de Hamilton en el género de la ciencia ficción se inicia con la publicación del cuento “The Monster God of Mamurth" en 1926. Este relato fue publicado por la aclamada revista Weird Tales, una de las primeras revistas pulp dedicadas a la publicación de ciencia ficción, fantasía y horror en los Estados Unidos, una de las principales revistas que publicaban literatura alternativa en Norteamérica.
Rápidamente, Hamilton se convirtió en uno de los principales escritores del grupo de Weird Tales, codeándose con grandes exponentes literarios como H.P. Lovecraft y Robert Howard. Weird Tales publicó un total de 79 escritos de Hamilton durante el periodo comprendido de 1926 a 1948, convirtiéndolo en uno de los autores más prolíficos de esta publicación. Durante años entabló longevas amistades con los miembros de la asociación de escritores de la revista Weird Tales, convirtiéndolo en una de las personalidades más conocidas en el mundo de la ciencia ficción de la década de los 40. Además, con el paso de los años conoció al escritor Jack Williamson, quién muy gratamente lo recordaría en su autobiografía titulada Wonder’s Child. Williamson también recordaría a Hamilton y a otros grandes autores de la época (cómo Robert Silverberg, Robert A. Heinlein) en los momentos en los cuales aumentaba el prestigio del género y sus autores entre los seguidores.

Maybe because of my own background of writing commercial SF for so many years, I have a great deal of respect for good craftsmanship of the sort that commercial writers must develop. The labels you hear so much of—"commercial," "serious writer," "mainstream," "hack," "New Wave," "experimental"—are usually very misleading.
In my own field, Ed Hamilton and Hank Kuttner and more recently Bob Silverberg are all writers who formed a fine command of the SF genre early in their careers and who later on used this to do work that is more consciously "literary" and hence more admired by critics. But certainly the writing they did earlier was deservedly popular among SF fandom, who evidently found these works "serious" enough to merit reading.
I am opposed, however, to literary tricks that tend towards obscurity or artificial difficulty, though I can see arguments for that kind of approach

Tal vez, porque en mi propio ambiente de escritores comerciales de Ciencia Ficción por muchos años, tuve mucho respeto por todas las buenas historias artesanales del género que los escritores comerciales debieron desarrollar. La mayoría de las etiquetas que escuchabas como “comercial” “escritor serio” “mainstream” “hack” “Nueva Ola” “Experimental”, usualmente eran muy engañosas.
En mi campo, Ed Hamilton y Hank Kuttner, y más recientemente Bob Silverberg son los escritores que formaron un grupo que se encargó del género de la ciencia ficción al principio de sus carreras; luego usaron esto de una forma más consiente en el campo “literario”, por lo tanto, este trabajo fue más admirado por la crítica. Pero realmente, la escritura que ellos hicieron primero en sus carreras fue merecidamente popular entre los fanáticos de la Ciencia Ficción, quienes evidentemente encontraron estos trabajos “serios” con los méritos suficientes para ser leídos. 
Sin embargo, yo me opongo a los trucos literarios que tienden a oscurecer o a dificultar artificialmente el trabajo literario, aunque puedo ver que existen algunos argumentos para aprovechar este tipo de enfoque

Durante la década de los años 30, Weird Tales imprimió varias de las historias más llamativas de Hamilton, se cree que la más notable de dichas publicaciones fue “He that Hath Wings”, publicada en julio de 1938, esta fue una de las franquicias más populares del magazín Weird Tales.
Además de esto, Hamilton fue uno de los primeros autores en ganar un premio de literatura fantástica. Esto fue en el año 1933, acreditándose con el premio Julio Verne por su historia “The Island of Unreason”, sin embargo, debido a la falta de archivo documental existente, es muy difícil encontrar una fuente fidedigna que de respaldo a esta aseveración. 
La Gran Depresión influenció en gran medida la carrera de Hamilton, por lo cual durante esos años las temáticas que trataba en sus escritos se fueron enfocando cada vez más a historias de detectives y asesinos, más cercanas a lo que luego sería llamado novela negra. En este tiempo varias revistas pulp se dedicaron a publicar sus escritos en grandes cantidades, una de las más conocidas fue la revista Popular Detective, la cual publicó en una de sus ediciones 3 historias de Hamilton, una de estas con su propio nombre y las otras dos bajo pseudónimos distintos.
En el año 1940, Hamilton fue uno de los principales precursores de Capitán Future, uno de sus más recordados trabajos a través de la historia. Esta franquicia, cocreada entre el editor Mort Weisinger y Edmond Hamilton fue muy popular en la década de los cuarenta, siendo este último el autor principal de las aventuras de Capitán Futuro. Fue tan popular esta franquicia que la publicación de sus aventuras se extendió hasta 1951, sin embargo, con el auge de la Nueva Ola y una perspectiva cambiante en las nuevas temáticas de Ciencia Ficción, la franquicia fue decayendo progresivamente perdiendo cada vez más el interés de sus lectores. Sin embargo, la serie fue re-adaptada para la televisión en un ánime que salió al aire en el año 1978 hasta 1979, recibiendo grandes alabanzas por el público a nivel mundial, siendo doblada a diferentes idiomas. El auge de su popularidad se dio en países como Francia, Arabia y Alemania.
Las historias de Hamilton siempre se caracterizaron por presentar grandes escenarios espaciales en medio de las aventuras de esos héroes surcando el espacio, descubriendo nuevos mundos cargados de misterio, horror y fantasía. Varias de sus novelas guardan el llamado sentido de la maravilla, asegurando que sus historias fueron fundamentales para poner a soñar a los jóvenes de aquellos años. 
Además de su gran carrera en el mundo literario, Hamilton también fue uno de los principales escritores de las historias de DC Comics durante más de 20 años. En el año 1946, Hamilton comenzó a escribir varias de las aventuras de Superman y Batman. Una de las historias más memorables fue el cómic titulado “Superman Under the red sun”. Además de esto, fue uno de los precursores en las historias de la Liga de Super Heroes de D.C., siendo el primero de los escritores regulares de esta serie. Por otra parte, fue Hamilton quién ingresó varios de los conceptos que aún se ven hoy en el universo de cómics de D.C.
Uno de los puntos más elevados en su producción literaria se dio después de que se casara con la también escritora de Ciencia Ficción Leigh Brackett. La crítica es unánime en afirmar que después de su matrimonio produjo varios de sus mejores trabajos literarios, entre los cuales se encuentran títulos como The start of Life (1947), The Valley of Creation (1948), City at World's End (1951) y The Haunted Stars (1960). Fue el momento más maduro en su escritura, apartando aquellos elementos románticos de su primera escritura para enfocarse en temas más introspectivos y en historias más realistas.
Edmond Hamilton murió en febrero de 1977 en Lancaster, California, después de sufrir varias complicaciones después de una operación de riñón. Un año después de su muerte, la compañía de animación japonesa TOEI Animation, creó la primera serie animada de Captain Future; esto permitió que su trabajo se conociera en diferentes latitudes alrededor del mundo, especialmente en Europa y América Latina.

## Adaptaciones cinematográficas

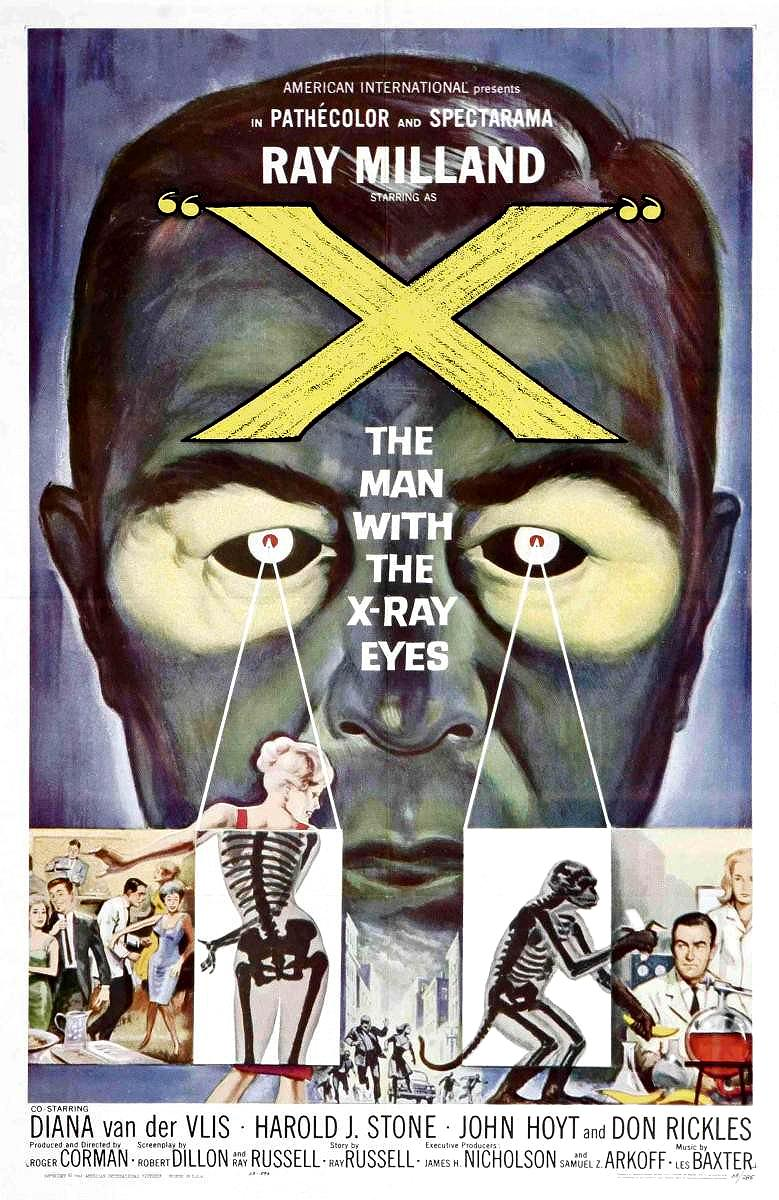
Cartel de la película "The man with the X-ray eyes"

Varias de sus obras han sido adaptadas a la pantalla grande. Una de sus más representativas obras, Captain Future (además de haber sido llevada a la televisión), fue adaptada para una película por el director Cristian Alvart. 
Otra de sus mejores obras fue adaptada al cine en una película de serie B en la edad de oro de la ciencia ficción cinematográfica. Esta película dirigida por Roger Corman se tituló El hombre con rayos X en los ojos (1963) y con los años se ha ganado el título de película de culto.

## Publicaciones y antologías
Varias han sido las veces que el trabajo de Hamilton ha sido recopilado en diferentes antologías a través de las épocas, convirtiéndolo en uno de los autores más destacados de la ciencia ficción estadounidense de principios del siglo XX. Incluso, Isaac Asimov seleccionó tres de sus cuentos para aparecer en su antología titulada La edad de oro de la ciencia ficción, "El hombre que evolucionó", "La galaxia maldita" e "Involución".
En el siguiente listado encontrarán varias de las más representativas obras de Edmond Hamilton publicadas en varias revistas y antologías.
Series de novelas
| - Serie Captain Future 1. Captain Future and the Space Emperor (1940) 2. Calling Captain Future (1940) 3. Captain Future's Challenge (1940) 4. The Triumph of Captain Future (1940), reeditado como Galaxy Mission 5. Captain Future and the Seven Space Stones (1941) 6. Star Trail to Glory (1941) 7. The Magician of Mars (1941) 8. The Lost World of Time (1941) 9. Quest Beyond the Stars (1942) 10. Outlaws of the Moon (1942) 11. The Comet Kings (1942) 12. Planets in Peril (1942) 13. The Face of the Deep (1943) 14. Star of Dread (1943) 15. Magic Moon (1944) 16. Red Sun of Danger (1945), reeditado como Danger Planet 17. Outlaw World (1946) | - Serie Interestelar Patrol 1. "Crashing Suns" (1928) 2. "The Star-Stealers" (1929) 3. "Within the Nebula" (1929) 4. Outside the Universe (1929) 5. "The Comet-Drivers" (1930) 6. "The Sun People" (1930) 7. "The Cosmic Cloud" (1930) - Serie The Star Kings 1. The Star Kings (1949) 2. Return to the Stars (1968) 3. "Stark and the Star Kings" (2005) 4. The Last of the Star Kings (2014) - Serie Starwolf 1. The Weapon from Beyond (1967) 2. The Closed Worlds (1968) 3. World of the Starwolves (1968) |

| Otras novelas - The Fire Princess (1938) - A Yank at Valhalla (1950), publicado también como The Monsters of Juntonheim - Tharkol, Lord of the Unknown (1950), publicado también como The Prisoner of Mars - City at World's End (1951) - The Sun Smasher (1959), publicado también como Starman Come Home - The Star of Life (1959) - The Haunted Stars (1960) - Battle for the Stars (1961) - The Valley of Creation (1964) - Fugitive of the Stars (1965) - Doomstar (1966) - The Lake of Life (1978) | Colecciones - The Horror on the Asteroid and Other Tales of Planetary Horror (1936) - Murder in the Clinic (1946) - What's It Like Out There? and Other Stories (1974) - The Best of Edmond Hamilton (1977), editora y prólogo de Leigh Brackett - Kaldar: World of Antares (1998) - The Vampire Master and Other Tales of Terror (2000) - Stark and the Star Kings (2005), Leigh Brackett junto con Hamilton - Two Worlds of Edmond Hamilton (2008) - The Sargasso of Space and Two Others (2009) |

### Recopilaciones
- The Metal Giants and Others, The Collected Edmond Hamilton, Volume One (2009)
- The Star-Stealers: The Complete Tales of the Interstellar Patrol, The Collected Edmond Hamilton, Volume Two (2009)
- The Universe Wreckers, The Collected Edmond Hamilton, Volume Three (2010)
- The Reign of the Robots, The Collected Edmond Hamilton, Volume Four (2013)
- The Six Sleepers, The Collected Edmond Hamilton, Volume Five
- The Collected Captain Future, Volume One (2009)
- The Collected Captain Future, Volume Two (2010)
- The Collected Captain Future, Volume Three (2014)